# Anii 1800 î.Hr.
- În Finlanda de Sud și de Vest pătrund populații de origine incertă (central-europeană-?, uralică-?).
- 1802 : Regele Rîm-Sîn de Larsa cucerește Urukul.[1]